# 突出角色
突出角色（英語：breakout character）是指系列化的文艺作品（比如连载小说、漫画）和影视作品（比如电视连续剧、动漫等）中因为形象塑造成功而获得超出最初预料的受众好评和关注度的常规角色或配角。根据受众反馈的程度，突出角色可能会在作品之后的故事线中被追加更多的剧情份量，甚至可能获得独立的外传作品而成为主角。